# Sematophyllum schlimii
Sematophyllum schlimii là một loài rêu trong họ Sematophyllaceae. Loài này được (Müll. Hal.) Mitt. mô tả khoa học đầu tiên năm 1869.